# Tobacco's Imex
Tobacco's Imex S.p.A. è un'azienda italiana fondata nel 1979 a Valfenera (AT) come distributore proprietaria del marchio Enjoy Freedom. Attualmente è leader in Italia nella fornitura di prodotti per tabaccherie e un grande distributore all'ingrosso di prodotti di vario tipo con marchi sviluppati in proprio.

## Il contesto
L'azienda opera nel mercato nazionale ed internazionale con diversi marchi, alcuni sviluppati in proprio, altri su licenza, in particolare è famosa per la distribuzione nel mercato nazionale di prodotti da tabaccheria quali, cartine, accendini e filtri con i marchi Enjoy Freedom. Attualmente l'azienda italiana fornisce circa 56.000 esercizi, ed esercita in oltre 20 stati in tutto il mondo, registrando un fatturato di 20 milioni di euro nel 2006, con un incremento del 33% sull'anno precedente (fatturato 2005: 15 milioni).

## Prodotti
Distribuisce accessori per il fumo con i marchi Enjoy freedom, RS Rolls ed Hempire, è attivo nel mercato dei distributori automatici con il marchio Liberty Shop, distribuisce preservativi con il marchio Friends, e prodotti per cancelleria con il marchio TamTam.

### Pile Movida
Dal 2004 l'azienda entra nel mercato delle batterie con il marchio Movida, con il quale distribuisce pile e batterie ricaricabili. Con il nuovo marchio l'azienda allarga la distribuzione a nuove tipologie di esercizio, che prima era limitata alle sole tabaccherie.